# أرض القصص
أرض القصص (بالإنجليزية: The Land of Stories)‏ هي سلسلة من ست كتب الخيال والمغامرة والفنتازيا للأطفال كتبها المؤلف والممثل والمغني الأمريكي كريس كولفر. صدر الكتاب الأول تعويذة التمني في 17 يوليو 2012، و بدأ كولفر خططًا لسلسلة في عام 2016، و صُدر الكتاب الاخير عوالم تتصادم في يوليو 2017. ونشر ثلاثة كتب من هذه السلسلة، بدءًا من قصة سحر. في عام 2019.
المسلسل الذي وصفه كولفر بأنه "حكاية خيالية معاصرة"، يتبع التوأم كونر وأليكس بيلي عندما يدخلان عالم القصص الخيالية ويكتشفان أن هناك ما هو أكثر في هذا العالم مما تراه العين.

## الكتب

### تعويذة التمني
نُشر الكتاب الأول في السلسلة تعويذة التمني في يوليو 2012.
لقد مر أحد عشر شهرًا منذ أن فقد التوأم أليكس وكونر بيلي والدهما في حادث سيارة، قبل شهر من عيد ميلادهما الحادي عشر. ومنذ ذلك الحين، تحاول والدتهما الموازنة بين وظيفتها ورعاية أسرتها. في عيد ميلادهم الثاني عشر، أعطتهم جدتهم كتابًا قديمًا يحتوي على حكايات خرافية من طفولتها، والذي قررت أليكس الاحتفاظ به على الرغم من أن كونر طلب منها التخلص منه. بعد أن دخلت الكتاب عن طريق الخطأ، أدخلته كونر أيضًا لمساعدتها. عند وصولهم إلى عالم القصص الخيالية، يلتقون بـفروجي، وهو رجل تحول إلى ضفدع ويعطيهم مجلة تحكي عن تعويذة التمني: تعويذة يمكن أن تحقق رغبة الشخص إذا كان لديه ثمانية عناصر محددة. على أمل العودة إلى العالم الحقيقي، شرع "أليكس" و"كونر" في العثور على العناصر اللازمة لتعويذة التمني. على طول الطريق، يلتقون بالعديد من الشخصيات الخيالية من القصص التي أخبرهم بها والدهم، بما في ذلك الصيادة و ابنة الصياد. التي تعمل لدى الملكة الشريرة، التي تسعى أيضًا إلى استخدام تعويذة التمني، و تعلموا أن تعويذة التمني لا يمكن استخدامها إلا مرتين، وقد استخدمها الرجل الذي كتب المجلة بالفعل. استنتجوا لاحقًا أن والدهم من عالم القصص الخيالية.
بعد حصول أليكس و كونر على جميع العناصر اللازمة لتعويذة التمني، تختطفهم الملكة الشريرة وتأخذ العناصر وتذهب إلى مخبأها الواقع شمال مملكة النوم. هناك، يحاول كونر منع الملكة الشريرة من استخدام تعويذة التمني عن طريق تحطيم زجاجة الدمعة الخيالية، حيث انها أحد العناصر اللازمة لها. تكشف الملكة الشريرة أنها كانت في السابق إيفلي، فتاة لطيفة ومهتمة وقعت في حب صبي صغير يُدعى ميرا، لكن الساحرة قبضت عليها ومنعتها من مقابلته. حاولت إيفلي إرسال رسائل سرية إلى ميرا، لكن الساحرة اكتشفت الأمر وسجنت ميرا في المرآة. قتلت إيفلي الساحرة لاحقًا، لكنها لم تتمكن من إعادة ميرا حتى اكتشفت أمر تعويذة التمني. تستخدم الملكة الشريرة إحدى دموع أليكس لتحل محل زجاجة الدموع الخيالية وتقوم بتنشيط تعويذة التمني. حرر ميرا من المرآة السحرية، لكنه مات بعد فترة وجيزة بين ذراعيها، واُمتصوا في مرآتها السحرية عندما ينهار مخبأها. في المعركة التي تلت ذلك، قُتل الصياد وابنته، و أُنقذ أليكس وكونر. كُشف عن أن فروجي هو الأمير تشارلي المفقود منذ فترة طويلة من المملكة الساحرة، ويتعلموا أليكس وكونر أن جدتهما هي العرابة الجنية، التي يمكنها إنشاء بوابات بين الأرض، المعروفة أيضًا باسم العالم الآخر، وعالم القصص الخيالية، و أن والدهم هو من كتب المجلة، مما جعلهم جزءًا من الجنيات. و يعود أليكس وكونر إلى العالم الحقيقي.

### عودة الساحرة
عودة الساحرة هو الكتاب الثاني في السلسلة ونُشر في أغسطس 2013.
يعود أليكس إلى المنزل من المدرسة ويجد أن كونر يشعر بالقلق لأن شارلوت لم تعد إلى المنزل من العمل بالاضافة انه وجد رسالة رومانسية من زميلها في العمل، وهو جراح يدعى الدكتور بوب. وأكدت لاحقًا أنه صديقها بعد عودتها إلى المنزل من العمل. جاء الدكتور بوب لاحقًا إلى منزلهم وأخبرهم أنه يخطط لخطبتها، وهو ما وافقوا عليه لأنه سيجعلهم سعداء. فقرروا مفاجأة شارلوت بعشاء خاص، لكنها لم تحضر في الوقت المحدد على الرغم من قول ممرضة أخرى في المستشفى إنها غادرت منذ ساعتين. ثم سمعوا طرقًا على الباب ودخل العديد من الجنود من المملكة الساحرة مع العرابة الجنية التي أبلغتهم باختطاف شارلوت. أثناء اهتمامها بأعمالها، يقوم زانثوس، عضو مجلس الجنيات، والسير لامبتون، وهو صديق قديم لوالدهما، بمراقبتهما حتى تتولى ماذر جوز، أقرب صديقة لجدتهما، مجالسة الأطفال. لاحقًا أعطتها أليكس الكحول حتى أصبحت في حالة سكر وتطلب منها المعلومات التي قدمتها دون قصد.
يكتشف أليكس أن شارلوت قد أُستيلى عليها من قبل إيزميا، المعروفة أيضًا باسم الساحرة، والتي لعنت الجميلة النائمة عندما كانت طفلة، وأن المملكة النائمة قد سقطت في الخراب. نظرًا لأنها لا تستطيع دخول أرض القصص من خلال الكتاب، فإنها وكونر يدخلانها بدلاً من ذلك من خلال لوحة متوهجة في منزل جدتهما، والتي تعمل أيضًا كبوابة. عند عودتهم إلى أرض القصص، يجتمعون مجددًا مع فروجي، الذي عاد إلى شكل الضفدع كتمويه، ويسافرون إلى مملكة الرداء الأحمر، حيث دمرت إيزميا العديد من المعالم التاريخية. يتسلل أليكس وكونر بعد ذلك إلى اجتماع للملوك والملكات، حيث تلتقط إيزميا جدتهما وتكشف أنها حاولت القبض على أليكس، لكنها بدلاً من ذلك استولت على شارلوت بعد أن تظاهرت بأنها أليكس. في قلعة ريد، يتعلم كونر عن عصا العجائب، التي تجعل من يستخدمها لا يقهر ولا يمكن صنعه إلا من الممتلكات الأكثر قيمة للأشخاص الستة الأكثر كرهًا في العالم. للعثور على العناصر، تطلب "ريد" من القرويين مساعدتها في بناء سفينة طائرة من سلالها.
بعد اكتمال السفينة، انطلق أليكس و كونر و فرجي و جاك و جولديلوكس للحصول على العناصر الستة، بما في ذلك صولجان الجليد لملكة الثلج، وخاتم زواج زوجة أب سندريلا، وقيثار العملاق، والزجاج من مرآة الملكة الشريرة، ومجوهرات ساحرة البحر، لكنهم لا يعرفون ما هي أغلى ممتلكات إزميا. بعد الهبوط في منطقة القزم والعفاريت، اكتشفوا أن ترولبيلا، وهي أنثى قزم تحب كونر، أصبحت الآن ملكة وأن بوب سافر أيضًا إلى أرض القصص. في المملكة الشرقية، يلتقون بشبح الملكة الجميلة القديمة، الذي يخبرهم أن أغلى ممتلكات إزميا هو كبريائها.
تستخدم إيزميا نبتة الكروم لسحب كونر و ريد و فروجي و جولديلوكس وجاك إلى المدرج، حيث تحاول أليكس هزيمتها بسرقة كبريائها، لكنها تُطرد من المدرج. تنقذها عصا العجائب من الموت، لكنها فقدت الوعي وتلتقي بأليس ولوسي ودوروثي وويندي في أحلامها، حيث يقدمون لها النصائح. عند الاستيقاظ، تعود إلى المدرج على حصان طائر. تحاول إيزميا قتلها لكن رامبلستيلستكين يضحي بنفسه لإنقاذها من الشعور بالذنب لما حاول فعله من أجل إيزميا. كونر يدمر العصا التي تستنزف السحر من جسد إزميا وتموت. بعد ذلك، يتقدم بوب لخطبة شارلوت ويتزوجان في قلعة الملكة سندريلا، حيث تشكر شارلوت على رعاية طفلهما. عندما يحين وقت المغادرة، تدعي أليكس أنه من المفترض أن تبقى في أرض القصص وأنه يجب على كونر مشاركة قصصهم في العالم الحقيقي. يعتقد التوأم أنهما سينفصلان إلى الأبد بعد أن قررت الجنيات إغلاق جميع البوابات المؤدية من وإلى أرض القصص. جعل كونر زوجة أب سندريلا وأخواتها يعيدونه إلى العالم الآخر، حيث يشارك قصصهم.

### تحذير جريم
تحذير جريم هو الكتاب الثالث في السلسلة و نُشر في يوليو 2014.
تُوجت أليكس العرابة الجنية، بينما كان كونر في المدرسة وأُستجوب حول مكان وجودها. يذهب في رحلة مدرسية إلى ألمانيا للاستماع إلى قصص لم يسمع بها من قبل من الأخوان غريم والتي اُكتشفت من كبسولة زمنية. بينما الفتاة التي يعجب بها، بري كامبل، تذهب في الرحلة، ترافقها أيضًا أربع فتيات وقحات يعرفن باسم حاضنات الكتب. تكافح "أليكس" لإتقان التعويذات ويقع في حب فتى المزرعة "روك روبينز". بينما كانت جدتهم تحتضر،عهدت إلى أليكس بواجباتها وتعلم أن عالم القصص الخيالية في أيد أمينة.
يتعلم كونر أن إحدى القصص هي رسالة سرية وتحذير لأرض القصص. انطلق عبر ألمانيا لكسر رمز عمره 200 عام، وبمساعدة توجيهات بري وماذر جوز، التقى في النهاية بإيمريش هيملسباخ، وهو صبي من قرية صغيرة. يدرك أليكس وكونر أن جنود الجيش الكبير النازحين عبر الزمن، بقيادة الجنرال جاك دو ماركيز بمساعدة الرجل المقنع، وهو السجين الذي أطلق سراحه خلال مداهمة على سجن بينوكيو، يهاجمون العالم الآخر. بعد مهاجمة بعض القرويين، يبتز الجيش "روك" الذي يسحق "أليكس" ليكشف عن موقعها وموقع العائلات المالكة. جدة أليكس، العرابة الجنية، تهزم تنين الرجل المقنع بسحرها الخيالي و"تعود إلى السحر". يقرر "أليكس"، الذي تضرر من خيانة "روك"، الانفصال عنه. واجهت لاحقًا الرجل المقنع بدون قناعه وأصبحت مقتنعة بأنه والدهم المتوفى جون بيلي.

### ما وراء الممالك
ما وراء الممالك هو الكتاب الرابع في السلسلة ونُشر في يوليو 2015.
يلاحق التوأم الرجل المقنع، الذي تعتقد أليكس أنه والدهما الراحل جون، لكن كونر غير مقتنع. أليكس كافحت من أجل السيطرة على عواطفها وقواها، مما دفعها إلى مهاجمة الآخرين، بما في ذلك عائلتها وأصدقائها. كما أنها تصر لمجلس الجنيات على أن التعامل مع الرجل المقنع يجب أن يكون من أهم أولوياتهم. ونتيجة لذلك، عُزلت من منصبها كعرابة الجنية ومن مجلس الجنيات. بعد مهاجمة مجلس الجنيات، تهرب أليكس وتصل إلى قلعة العملاق، حيث تقيم ماذر جوز.
تصل مورينا الساحرة، التي لعنت فروجي لتصبح ضفدعًا، إلى حفل زفاف ريد وفروجي مدعية أنها عاشقة فروجي الأولى وتهدد بلعنة ريد إذا لم يغادر معها. في هذه الأثناء، يذهب كونر إلى المكتبة للحصول على خواتم زفاف ريد و فروجي، حيث يهاجمه الرجل المقنع أثناء محاولته سرقة الكتب. في تلك الليلة، ترغب أليكس في التحدث مع جدتها الراحلة، التي أرسلت "فراشة ملاك من الفضاء الخارجي" تحمل ذكريات النجوم لتخبرها بالحقيقة عن الرجل المقنع: إنه عمهم لويد.
يسرق صديق كونر، الجنية تريكس، كتابًا من جدته، ومنه يتعلمون أن ما حاول لويد سرقته كان جرعة البوابة، والذي يمكنه نقل أي شخص إلى أي عمل خيالي. مكونات الجرعة هي غصن من أقدم شجرة في الغابة، وريشة من أفضل طائر الدراج في السماء، وقفل مسال ومفتاح من أحد أفراد أسرته، وأسبوعين من ضوء القمر، وشرارة من السحر. تشرح أليكس بعد ذلك للآخرين أن الرجل المقنع هو عمهم، وتخبرهم الأم غوس أن جدتهم رغبت في ألا تخبرهم بذلك. تسافر المجموعة بعد ذلك إلى العديد من الأعمال الأدبية لإيقاف لويد قبل أن يقوم بتجنيد جيش من الأشرار الأدبيين. أثناء ملاحقته عبر أراضي أوز ونيفرلاند ووندرلاند، يرسلهم لويد في بلاد العجائب إلى فخ ويوقعهم في فخ في قصص مختلفة: أليكس في عالم الملك آرثر، وكونر في عالم روبن هود. بعد الهروب ولم شملهم في أوز، أدركوا أن لويد أرسل جيوشًا لتدمير الممالك وقرروا دخول قصص كونر القصيرة لتجنيد جيشهم الخاص.

### ملحمة المؤلف
ملحمة المؤلف هو الكتاب الخامس في السلسلة ونُشر في ديسمبر 2015.
يدخل كونر وأليكس وأصدقاؤهم إلى عوالم قصص كونر القصيرة لتجنيد حلفاء يمكنهم مساعدتهم في القتال ضد الرجل المقنع وعهده الإرهابي، بما في ذلك عوالم القراصنة والأهرامات. في هذه الأثناء، تخطط ساحرة البحر وملكة الثلج، جنبًا إلى جنب مع ساحرات خور الرجل الميت، لاستخدام الغبار المصنوع من مرآة سحرية صنعتها الشياطين. تسبب الغبار في مزاج الساحرة ووجع قلبها، ويعتقدون أنه سيعمل أيضًا على أليكس. تهاجم مورينا أليكس وهي تتجه إلى الحمام وترمي الغبار على وجهها. في هذه الأثناء، يهاجم لويد كونر وأصدقائه ويجبرهم على إجراء عملية نقل دم له من إمريش، الذي تبين أنه ابنه. يهزم كونر لويد من خلال محاصرته في إحدى قصص بري، لكنه يعلم بعد ذلك أن أليكس قد اختفت.

### عوالم تتصادم
عوالم تتصادم هو الكتاب السادس والأخير في السلسلة وأُصدر في يوليو 2017.
كونر، البالغ من العمر الآن 80 عامًا، يحتفل بعيد ميلاده في محل لبيع الكتب. ثم يعود إلى المنزل ويصعد إلى الطابق العلوي ليجد مجموعة من الكتب التي كتبها عن مغامراتهم. يلتقط الكتاب السادس والأخير ويبدأ في القراءة ليتذكر ما حدث. أليكس، التي لا تزال تحت سيطرة السحرة، تُحدث دمارًا في مكتبة نيويورك العامة؛ بعد أن علم كونر بهذا، يتوجه إلى مدينة نيويورك مع ريد وجاك وغولديلوكس وبري. بينما تحاول مجموعة كونر الوصول إلى المكتبة، يقودهم رجل بلا مأوى يُدعى رستي، والذي ساعدهم سابقًا، إلى نفق مترو تُخلي عنه في عشرينيات القرن الماضي ويمتد أسفل المكتبة. وأثناء وجودهم هناك، سمعوا من أشخاص آخرين بلا مأوى وأدركوا أن بوابة بين العالمين ستفتح قريبًا في المكتبة. اقتحموا المكتبة ورأوا أليكس التي تخضع لسيطرة مورينا. أثناء نومها، يتلقى كونر رسالة من أليكس مفادها أنها تريده أن يقتلها حتى تتمكن من "العودة إلى السحر" والتحرر من اللعنة.
ينقذ حاضنات الكتب "كونر" وأصدقائه، بينما يحارب "مجلس الجنيات" والأبطال الآخرون السحرة والأشرار، لكن "أليكس" تستمر في إحداث الفوضى. بعد هزيمة الجيش الأدبي، كتب كونر قصة لم يدخل فيها هو وأليكس أبدًا إلى أرض القصص، ولم تقع أليكس تحت اللعنة، ووالدهم على قيد الحياة، وتسببت مشاعر أليكس في كسر اللعنة. ثم أصلحوا نيويورك بلهب الشفاء، وبعد أسبوع التقوا بالرئيسة كاثرين ووكر، وأخبروها أن الكتاب الذي يؤدي إلى أرض القصص يجب حمايته لمنع الكوارث المستقبلية. تنتهي السلسلة بعد 65 عامًا حيث يستعد كونر، البالغ من العمر الآن 80 عامًا، للانتقال إلى دار للمسنين. تزوره حفيدته شارلوت "تشارلي" بلاك وهو في طريقه لزيارة أليكس ثم إلى أرض القصص. تنتهي السلسلة بسماع تشارلي ضجيجًا وذهابها إلى العلية حيث ترى كتاب أرض القصص متوهجًا. بعد كل ما حدث، لُم شمل أليكس وكونر أخيرًا.

## تطوير
سجل كولفر كتابه الصوتي بنفسه. أرض القصص: تُرجمت تعويذة التمني إلى عدة لغات، بما في ذلك الألبانية والإسبانية واليابانية والروسية والإيطالية والفرنسية والعبرية واليونانية والبرتغالية (البرازيل) والهولندية.

## الشخصيات

### الأبطال
- ألكسندرا "أليكس" ماري بيلي هي أخت كونر التوأم، وهي ذكية ومجتهدة وفضولية وغالبًا ما تحصل على العلامات الكاملة في الفصل. تعتبر حيوانًا أليفًا للمعلمة، لكن ليس لديها الكثير من الأصدقاء. إنها واحدة من أقوى الجنيات المعروفة على الإطلاق، وغالبًا ما تكافح من أجل السيطرة على قوتها. وهي أيضًا السبب وراء دخولها هي وكونر إلى أرض القصص، حيث أدت محاولاتها للتحقيق في الكتاب إلى نقلها إليه عن طريق الخطأ.
- كونر (جوناثان بيلي) هو شقيق أليكس التوأم، الذي، على عكسها، كسول وغالبًا ما ينام في الفصل. إنه اجتماعي، لكنه يشعر دائمًا بأن موهبتها تطغى عليه. إنه يكره معلمته، السيدة بيترز، لكنها ألهمته لاحقًا ليصبح كاتبًا وفي ملحمة المؤلف، يسافر إلى قصصه القصيرة. في عوالم تتصادم، كُشف عن أنه تزوج هو وبري وأنجبا أطفالًا معًا وأنه أصبح مؤلفًا ناجحًا.
- تشارلي كارلتون " فروجي " تشارمينغ هو ضفدع كبير يشبه الإنسان يساعد التوأم في مغامراتهما. كان يُعرف سابقًا باسم الأمير تشارلي تشارمينغ حتى لعنته الساحرة مورينا بسبب غروره ولأنها اعتقدت أنه أنهى علاقتهما بسبب مظهرها. في البداية، يخجل من كونه ضفدعًا ويعيش بمفرده في الغابات القزمة، لكنه يُنتخب لاحقًا ملكًا للمملكة الوسطى. في ما وراء الممالك، سُجن في مرآة سحرية لحماية ريد، وفي عوالم تتصادم أُطلق سراحه بعد قيامه بعمل صالح وتزوجها بعد فترة وجيزة.
- ذات الرداء الأحمر هي ملكة مملكة ذات الرداء الأحمر. يمكن أن تكون متغطرسة، وأنانية، وجاهلة، ولكنها أيضًا عطوفة ومخلصة وشجاعة. أحبت جاك ذات مرة، لكنه رفضها لصالح جولديلوكس. على الرغم من استياءها في البداية من حقيقة أنه ضفدع، إلا أنها وقعت في النهاية في حب فروجي بعد أن علمت أنه كان أميرًا في السابق. في تحذير جريم، استولت ليتل بو بيب على عرشها مؤقتًا، لكنها استعادته لاحقًا. في ما وراء الممالك، تعطلت مورينا حفل زفافها مع فروجي وتهدد ريد من أجل اختطاف فروجي، الذي يرفضها ويذهب مع مورينا لحمايتها. في عوالم تتصادم، أنقذت صديقاتها من مورينا وقتلتها بمرآة يدوية، وتزوجت لاحقًا من فروجي وتبنت الأولاد المفقودين من نيفرلاند.
- جاك رجل بالغ زرع شجرة الفاصولياء عندما كان أصغر سناً. على الرغم من عاطفة ريد تجاهه، إلا أنه يرفضها ويقع في حب جولديلوكس. وبسبب حبه لها، قرر الانضمام إليها هاربا مهما كانت العواقب. تزوجها في تحذير جريم، وفي ملحمة المؤلف، أنجبا طفلًا وأطلقوا عليه اسم هيرو.
- جولديلوكس هي مجرمة قوية وشجاعة وتداهم الممالك. هاجيتا، الساحرة الطيبة التي تعيش في الغابات القزمة، أعطتها سيفها الأول. تزوجت من جاك في تحذير جريم. في ما وراء الممالك، حملت بطفله، وفي ملحمة المؤلف، أنجبت طفلاً وأطلقت عليه اسم هيرو.
- العرابة الجنية (بريستال لين إيفرجرين) هي جدة أليكس و كونر وزعيمة مجلس الجنيات، وهو الوحيدة التي يمكنها إنشاء بوابات بين عالم القصص الخيالية والعالم الآخر. لقد ماتت في تحذير جريم بعد أن قتلت تنينًا. كُشف في قصة سحر... أن اسمها الحقيقي هو بريستال لين إيفرجرين.
- الأم غوس (لوسي غوس) هي عضو في مجلس الجنيات، ويمكنها، مثل العرابة الجنية، السفر بين العوالم. يرافقها حيوانها الأليف ليستر، وتحب قراءة أغاني الأطفال للأطفال في جميع أنحاء العالم. ذُكرت لأول مرة في تعويذة التمني وظهرت في عودة الساحرة، تحذير جريم وما وراء الممالك، حيث "تتقاعد" وتنضم إلى ميرلين في قصته في ما وراء الممالك. هي بطلة رواية يوميات الأم غوس. كُشف في قصة سحر... أن اسمها لوسي غوس.
- برين " بري " كامبل هي زميلة كونر، والتي ظهرت لأول مرة في تحذير جريم. إنها كاتبة رعب. كونر معجب ببري، وفي نهاية تحذير جريم، كشفت بري أنها أعادت مشاعره. أصبحت صديقة مقربة لإيميريش الذي التقت به خلال رحلتها إلى أوروبا. في عوالم تتصادم، كُشف عن أن كونر وبري تزوجا وأنجبا أطفالًا معًا، وبعد ذلك غيرت اسمها إلى برين كامبل بيلي.
- إمريش هيملسباخ صبي من هوهنشوانجاو بألمانيا يبلغ من العمر حوالي عشر سنوات. ظهر لأول مرة في تحذير جريم، حيث يساعد كونر وبري في الوصول إلى قلعة نويشفانشتاين وينضم إلى كونر في مغامرته لإنقاذ أرض القصص. في ما وراء الممالك، كُشف عن أنه ابن بو بيب ولويد بيلي، مما يجعله ابن عم التوأم.
- روك روبينزهو ابن مزارع واهتمام أليكس بالحب في تحذير جريم، على الرغم من انفصالهما بعد أن خانها عندما ابتزه الجيش للكشف عن موقع أليكس والعائلات المالكة. مات في عوالم تتصادم بعد أن حماها من رصاصة قناص.
- حاضنات الكتب هي مجموعة من الفتيات تتكون من ميندي مكلوسكي، وسيندي ستروثبيرغرز، وليندي لينكينز، وويندي تاكاهاشي. لقد أداروا في الأصل نادي الكتاب في مدرستهم، ولكن بعد اختفاء أليكس وكونر، تخلوا عنه لصالح نادي المؤامرة. في عوالم تتصادم، يتابعون كونر وأصدقائه، وبعد العثور عليهم في المكتبة، يستجوبون كونر حتى يعترف بما يحدث ويعتذر عن إخفاء ذلك عنهم. يذكر في أحد الفصول الأخيرة أنهم المجندون الجدد للأخت جريم.
- أوبورن سالي هي شخصية من "ستاربورديا"، إحدى قصص كونر القصيرة. مبنية على جولديلوكس وهي قرصانة تبحر مع طاقمها على متن سفينتهم دوللي لاما. تمكن كونر من إقناعها بأن تكون جزءًا من جيشه بعد أن ساعدها في معركة سموكي سايلز سام. ظهرت في ملحمة المؤلف وعوالم تتصادم.
- الملك آرثر هو ملك كاميلوت واهتمام أليكس بالحب في ما وراء الممالك، لكن يتعين عليهما إنهاء علاقتهما لأن على أليكس إيقاف الرجل المقنع. قبل أن تغادر، تقنعه بتحقيق مصيره.
- شارلوت وجون بيلي هما والدا أليكس وكونر. توفي جون في حادث سيارة قبل أحداث تعويذة التمني، وتركت شارلوت لتربية كونر وأليكس بمفردها حتى تعود الساحرة، عندما تزوجت بوب.
- الزيبلينجز,ملكة السايبورغ, نيوترز, المتأنق, بحارة دوللي لاما والأدميرال جاكوبسون ورجاله هم شخصيات من قصص كونر القصيرة، الذين يجندهم في جيشه الأدبي. إنهم يساعدون أليكس و كونرفي القتال في عوالم تتصادم.
- الدكتور بوب هو الزوج الثاني لشارلوت وزوج أم كونر وأليكس الذي يعمل طبيبًا. اشترى كلبًا يُدعى باستر من أجل الأسوار، والذي كُشف عنه لاحقًا أنه السير لامبتون.

### العائلة المالكة
- الملكة سندريلا هي ملكة المملكة الساحرة. ظهرت لأول مرة في تعويذة التمني، حيث كانت حامل بطفل الملك تشانس تشارمينغ، الذي سمي فيما بعد بالأميرة هوب.
- الملكة الجميلة النائمة هي ملكة المملكة الشرقية. بسبب لعنة دامت قرنًا من الزمان، لم تتمكن هي ونساء المملكة من الإنجاب. في تحذير جريم، تتبنى الرماد اليتيم بعد أن أنقذتها من بلدة مدمرة.
- الأميرة هوب هي ابنة الملكة سندريلا والملك تشانس تشارمينغ وأميرة المملكة الساحرة.
- الأميرة آش هي الابنة المتبناة للملكة الجميلة النائمة والملك تشيس تشارمينغ، وأميرة المملكة الشرقية. تنقذ الجميلة النائمة حياتها بينما تسير العائلة المالكة على الطريق المسحور. تتبناها لأن لعنة النوم جعلتها عقيمًا لكنها تتمنى إنجاب طفل. عُثر على الرماد في صندوق وسط بقايا بلدة تعرضت للهجوم.
- الملكة رابونزل هي ملكة مملكة الزاوية.
- الملكة بو بيب هي ملكة جمهورية بو بيب، التي توجت ملكة بعد تحدي ذات الرداء الأحمر على العرش. في تحذير جريم، استولت على عرش ريد مؤقتًا، لكنها استعادته لاحقًا. في ما وراء الممالك، ماتت بسبب كسر في القلب نتيجة تصرفات الرجل المقنع.
- الملكة بياض الثلج هي ملكة المملكة الشمالية، والتي كُشف لاحقًا أنها أطلقت سراح زوجة أبيها من الزنزانة تعاطفًا مع محنتها.
- السير ويليام هو زوج الملكة رابونزيل وملك مملكة الزاوية.
- الملك تشانس تشارمينغ هو زوج الملكة سندريلا وملك المملكة الساحرة.
- الملك تشاندلر تشارمينغ هو زوج الملكة بياض الثلج وملك المملكة الشمالية.
- الملك تشيس تشارمينغ هو زوج الملكة الجميلة النائمة وملك المملكة الشرقية.
- الملك تشيستر تشارمينغ هو الأب المتوفى للملوك تشارمينغ الاربعة.
- كوين بيوتي هي شبح يعيش في المملكة الشرقية/النائمة ويأتي من قصة الجميلة والوحش. وهي جدة الملكة الجميلة النائمة، والمعروفة أيضًا باسم سيدة الشرق.

### الأشرار
- إيفلي، الملكة الشريرة هي زوجة أبي بياض الثلج، التي اعتقد عالم القصص الخيالية أنها متعجرفة ومتعطشة للسلطة، لكنها في الواقع سعت إلى تحرير حبيبها ميرا من مرآتها السحرية بعد أن سجنته الساحرة إزميا فيها. بعد المعركة في قصرها في تعويذة التمني، أصبحت محاصرة في المرآة وتتجول في عالم المرآة على أمل العثور على ميرا. في عوالم تتصادم، تؤدي تأثيرات المرآة إلى نسيان نفسها وذكرياتها وتتحول إلى فتاة صغيرة. بعد أن اكتشفها فروجي، الذي حاصرته مورينا أيضًا في المرآة، انطلقوا لتحذير أصدقائه من خطط الأشرار الخياليين. تُحريرت من عالم المرآة بعد أن قدمت كلمات حكيمة لامرأة تحطمت احترامها لذاتها بسبب مظهرها. بعد إطلاق سراحها، عادت إلى عمرها الحقيقي وإصلاحاتها.
- إيزميا، الساحرة، كانت فتاة صغيرة عاشت في العالم الآخر بعد وفاة والديها وتدمير قريتها. بعد أن قتلت الجنود الذين حاولوا قتلها، أخذتها العرابة الجنية، التي شهدت ذلك، كمتدربة واختارتها لتكون العرابة الجنية التالية. ومع ذلك، فإن المرارة تجاه أولئك الذين خذلوها وكذلك غيرة الجنيات الأخرى جعلتها تتخلى عن لقبها وتتحول إلى السحر الأسود. استخدمت السحرة فيما بعد الغبار للعنها وكراهية الجميع، مما دفعها إلى محاولة تدمير العالم. لكن أليكس أوقفت خططها وهزمتها.
- ملكة الثلج/مدام سيليست ويذربيري هي ساحرة طقس عمياء، تآمرت سرًا منذ فترة طويلة ضد ملك المملكة الشمالية، الذي صادقته من خلال منحه الأمنيات والتنبؤات. لقد أطاحت بالملك وغطت المملكة في شتاء أبدي، لكن الأمير وايت، جد بياض الثلج، هزمها ونفيها إلى الجبال الشمالية. ظهرت لأول مرة في عودة الساحرة كخصم، حيث أخذ أليكس وكونر عصاها لاستخدامها في بناء عصا العجائب. كُشف لاحقًا عن أنها هي التي عثرت على غبار المرآة الشريرة التي حولت إيزميا إلى الساحرة.
- مورينا هي الساحرة التي شتمت الضفدع وتحويله إلى ضفدع بسبب غروره ومرارتها التي أنهت علاقتهما، ثم حاصرته فيما بعد في المرآة السحرية. كان جدها قزمًا، مما جعلها قبيحة، وأمضت سنوات في صنع جرعات لتحسين مظهرها. تقضي وقتها في بيع جرعاتها للعملاء الذين يرغبون في تحسين مظهرهم، والتي تُصنع عن طريق استنزاف شباب الأطفال.
- المرآة الشيطانية هي مرآة مذكورة في ملحمة المؤلف. وقيل إنه سلاح تستخدمه الشياطين مما يجعل من في صورته قبيحين وشريرين. لقد تحطمت بعد أن حاول الشياطين إحضارها إلى الجنة لتعذيب الملائكة، وتحولت شظاياها إلى غبار أُستخدم لاحقًا على عزميا وأليكس لتحويلهما إلى أشرار.
- الرجل المقنع / لويد بيلي هو الخصم الرئيسي للمسلسل بدءًا من تحذير جريم فصاعدًا. يكشف تحذير جريم أنه عاشق ليتل بو بيب. يكشف ماوراء الممالك أنه لويد عم أليكس و كونر، وتكشف ملحمة المؤلف أن إمريش هيملسباخ هو ابنه الذي أنجبه من ليتل بو بيب. يهدف إلى تجنيد جيش من الأشرار الأدبيين من أجل الإطاحة بالممالك والسيطرة على العالم. مات في نهاية ملحمة المؤلف بعد دخوله في قصة بري "مقبرة الموتى الأحياء" ودُفن حيًا.
- سموكي سايلز سام هي شخصية في قصة كونر القصيرة "ستاربورديا". كان في الأصل عبدًا لكنه أصبح قرصانًا بعد أن تمرد على السفينة التي أسرته. يريد قتل أوبورن سالي لأنها سرقت منه قلادة تسمى قلب الكاريبي.
- الجنرال جاك دو ماركيز هو الجنرال الفرنسي في الجيش الكبير، الذي يريد السيطرة على عالم القصص الخيالية. يظهر باعتباره الخصم المركزي في تحذير جريم، حيث يموت بعد أن هاجمه تنين الرجل المقنع. صرح كولفر أن مصدر إلهام الشخصية جاء من الفاسدين الذين التقى بهم في حياته.[7]
- ساحرة البحر هي ساحرة يُعتقد أنها خدعت حورية البحر الصغيرة للتخلي عن صوتها. إنها إحدى الساحرات اللاتي يخططن لسرقة العالم الآخر.
- ملكة القلوب هي شريرة من مغامرات أليس في بلاد العجائب، تستمتع بقطع رؤوس الخدم وغيرهم ممن لا يستمعون لأوامرها.
- الكابتن هوك هو الخصم الرئيسي لبيتر وويندي، الذي يجنده الرجل المقنع لفترة وجيزة قبل أن ينشق عنه. عدوه اللدود هو بيتر بان ورجله الأيمن هو السيد سمي.
- ساحرة الغرب الشريرة هي الخصم الرئيسي لساحر أوز العجيب، الذي يجنده الرجل المقنع لفترة وجيزة قبل أن تنشق عنه. لديها جيش من المانشكينز والقرود الطائرة، مثل القرد الصغير بلوبو، الذي ينقلب عليها لاحقًا.
- رامبيل ستيلتسكين هو الخصم الثانوي لكتاب عودة الساحرة و هو شقيق الأقزام السبعة ويعمل لدى إيزميا إنه يضحي بنفسه لإنقاذ أليكس على أمل أن يفعل شيئًا جيدًا.
- تشاركوالين والجرذ ماري، والسربنتين، والتارانتولين هن ساحرات مشروب السحرة وبيادق إيزميا وملكة الثلج وساحرة البحر. لقد قُتلوا جميعًا في عوالم تتصادم.
- العقيد ريمبرت، والعقيد باتون، والكابيتين دي لانج هم خصوم صغار وهم جزء من الجيش الكبير.

### الحيوانات
- بوريدج هو حصان جولديلوكس الذي أنجب لاحقاً مهراً مع باكل اسمه اوتس.
- كلوديوس هو ذئب ريد، الذي أنقذته خلال أحداث عودة الساحرة في الجبال الشمالية للمملكة الشمالية. يعيش حاليًا في المملكة الوسطى كحيوان أليف ملكي.
- كورنيليوس هو حصان وحيد القرن الخاص بأليكس. و هو صديق جيد لروك روبينز.
- باكل هو فحل و رفيق بوريدج ولديه مهرا مع بوريدج اسمه اوتس.
- التنين هو مخلوق يجنده الرجل المقنع للجنرال ماركيز وتساعدهم لاحقًا في محاولة تدمير مملكة الجنيات. تقتلها العرابة الجنية، لكنها تموت في هذه العملية.
- أوتس هو مهر باكل و بوريدج.
- جورج كلوني هو قطة العملاق. في البداية كان خصمًا، ثم روضته وأسمته الأم غوس.

### شخصيات المساعدة
- بيتر بان، روبن هود، الرجال المرح، الأولاد المفقودون، تينكر بيل، ومرلين هم شخصيات يلتقي بها التوأم أثناء ملاحقة الرجل المقنع من خلال قصصهم. لاحقًا ساعدوهم في المعركة النهائية، وبعد ذلك تبنى الرداء الاحمر و فروجي الأولاد المفقودين وعادت الشخصيات الأخرى إلى قصصهم، مع اختيار الام غوس البقاء في عالم الملك آرثر مع مرلين.
- هاجاثا كانت ساحرة تمارس السحر الأسود واستغلت الساحرة إزميا. قُتلت بعد سقوطها في حفرة ثورنبوش.
- هاجيتا هي أخت هاجاثا ومعالجة تستخدم لهيب تنين ألبينو. إنها حليف رئيسي للأبطال.
- التاجر المتجول هو الشخص الذي باع الفاصوليا السحرية لجاك. إنه حليف للأبطال، وعلى الرغم من أنهم لا يحبونه بشكل عام، إلا أنه يثبت أنه مفيد في بعض الأحيان.
- ميدوسا هي غورغون على الرغم من قدرتها على تحويل الآخرين إلى حجر، لا تؤذي المواطنين أو أفراد العائلة المالكة عمدًا وتريد إنهاء لعنتها. وجدت لاحقًا كوخ مورينا وشربت جرعة تحولها مؤقتًا إلى إنسان. ساعدت لاحقًا في تحرير فروجي من المرآة وإنقاذ الأطفال المفقودين، وبعد ذلك قررت العيش في منزل فروجي القديم بعد أن عرض عليها ذلك.
- الرئيسة كاثرين ووكر هي رئيسة الولايات المتحدة في المسلسل وأول رئيسة، والتي زارها أليكس وكونر لاحقًا.

## الإستقبال
- كانت تعويذة التمني مدرجة في قائمة نيويورك تايمز للكتب الأكثر مبيعًا لمدة خمسة أسابيع، ووصلت إلى المرتبة الأولى لاثنين من الكتب الخمسة.
- إيه في كلوب الخاص بذي أنيون أعطى تعويذة التمني درجة B.[8]
- أُختير تعويذة التمني كأحد "أفضل الكتب لعام 2012" من شركة بارنز ونوبل.[9]

## اقتباس
بحلول عام 2017، عملت توينتيث سينشوري ستوديوز على تطوير فيلم مقتبس من الكتاب الأول، تعويذة التمني، مع قيام كولفر بإخراج وكتابة السيناريو. أُلحق كولفر ليكون أحد المنتجين التنفيذيين للفيلم، وكان من المقرر أن أُنتج بواسطة 21 Laps Entertainment.